# Tẩy trắng trong phim ảnh
Tẩy trắng (Whitewashing) là một phương thức tuyển diễn viên trong công nghiệp điện ảnh, trong đó các diễn viên da trắng được chọn vào những vai không phải người da trắng. Tẩy trắng là việc thực hiện tuyển diễn viên da trắng được giao vào vai mà lịch sử ghi nhận không phải da trắng, đây là một khái niệm được dùng trong điện ảnh nhằm ám chỉ việc sử dụng người da trắng cho các nhân vật bất kể chủng tộc, màu da. Theo định nghĩa của Merriam-Webster thì Tẩy trắng là "thay đổi...theo cách có lợi, đặc trưng hoặc phục vụ cho người da trắng: chẳng hạn như bố trí một diễn viên da trắng vào vai một người hoặc nhân vật hư cấu không phải da trắng".
Theo BBC, những bộ phim trong đó diễn viên da trắng đóng vai các chủng tộc khác bao gồm tất cả các thể loại. Người Mỹ gốc Phi vai trò và vai của các nhóm dân tộc ở Châu Á đã được tẩy trắng, cũng như các nhân vật từ thế giới cổ đại trong thể loại cổ điển và phim thần thoại. Tẩy trắng đang trở thành vấn nạn khủng khiếp ở kinh đô điện ảnh thế giới, tẩy trắng là việc nhà sản xuất (hoặc đạo diễn) một bộ phim sử dụng diễn viên da trắng đóng một vai diễn gốc da màu. Nhân vật bị tẩy trắng có thể là người gốc Phi, Latinh và gần đây thường là gốc Á. Đây vẫn là một khái niệm khá mới đối với người châu Á ở châu Á, nơi hầu hết các chương trình truyền hình địa phương và các bộ phim toàn là diễn viên cùng màu da.

## Lịch sử
Hoạt động tẩy trắng đã diễn ra ở kinh đô điện ảnh từ kỉ nguyên phim đen trắng. Trường hợp đầu tiên là nhân vật Charlie Chan trong serie trinh thám cùng tên năm 1931. Vốn là người Trung Quốc, nhưng lên phim vai này lại do diễn viên Thụy Điển là Warner Oland đóng. Một năm sau, vai diễn Phúc Mãn Châu là người gốc Mông Cổ trong phim kinh dị Dr. Fu Manchu cũng rơi vào tay một diễn viên người Anh là Boris Karloff. Hàng loạt bộ phim sau đó như Dragon Seed, The Good Earth có nhân vật gốc Á đều được thể hiện bằng diễn viên da trắng. Từ thập niên 70 của thế kỉ trước đến nay, hành động “tẩy xóa màu da” này càng trở nên thô bạo. Giờ đây, các nhà làm phim Hollywood thậm chí còn thay đổi cả gốc gác nhân vật, cải tiến bối cảnh từ Đông sang Tây để tiện cho việc tuyển diễn viên da trắng. Chủ tịch Marvel là Kevin Feige đã thừa nhận sai lầm khi biến nhân vật gốc Á trong phim The Ancient One thành người da trắng trong loạt phim Doctor Strange.
Điển hình nhất chính là Dragonball: Evolution (2008) phiên bản điện ảnh của bộ truyện tranh Nhật nổi tiếng. Bối cảnh đậm chất châu Á đã bị ném sang một vùng hoang mạc giữa lòng nước Mỹ và nhân vật chính Songoku trở thành một thiếu niên da trắng. Hay như phim bom tấn Edge of Tomorrow (2014) cũng tương tự. Phim nói về cuộc chiến chống người ngoài hành tinh, được xào nấu đến mức chiến trường Nhật Bản chuyển thành Mỹ, quân đội Nhật thành quân đội Mỹ và hai nhân vật chính người Nhật được tài tử Tom Cruise cùng người đẹp Emily Blunt người Mỹ thể hiện. Bộ phim Ghost in the Shell của hãng DreamWorks, được chuyển thể từ phim hoạt hình kinh điển của Nhật Bản cũng tương tự. Người đẹp Scarlet Johansson được chọn vào vai chính Motoko Kusanagi. Một nữ diễn viên tóc vàng mắt xanh đóng một nhân vật tóc đen, mắt nâu đã là nực cười nhưng còn hài hơn khi nhân vật ấy có tên tiếng Nhật nhưng nói tiếng Anh đặc sệt giọng Mỹ.